# Ја сам херој
Ја сам херој (јап. アイアムアヒーロー, I Am a Hero) јесте манга коју је написао и илустровао Кенго Ханазава. Oбјављивала се од 2009. до 2017. године у Шогакукановој ревији , са поглављима сакупљеним у 22 танкобона. У Србији, издавачка кућа Лагуна је превела мангу на српски језик 2025. године.
Серијал је произвео три спиноф манге, и адаптиран је у истоимени играни филм.

## Радња
Хидео Сузуки води испразан живот. Ради за мале паре, љубавни живот му пропада, и превише је уморан да јури своје снове. Једног дана, цео свет захвата вирус који претвара људе у бића налик зомбијима. Сузуки одлучује да ипак жели да се бори за свој живот.

## Франшиза

### Манга

#### Главни серијал
Мангу Ја сам херој написао је и илустровао Кенго Ханазава. Серијализовала се од 20. априла 2009. до 27. фебруара 2017. године у Шогакукановој ревији Big Comic Spirits. Поглавља су сакупљена у 22 танкобона; први је објављен 28. августа 2009., а последњи 30. марта 2017. године.
Издавачка кућа Лагуна је 18. септембра 2023. године најавила да ће преводити Ја сам херој на српски језик.

#### Спинофи
Серијал је произвело три спиноф манге. Прву, I Am a Hero in Osaka написао је и илустровао Јуки Хонда. Серијализовала се од 26. јуна до 23. децембра 2015. године у Шогакукановој дигиталној манга ревији , са поглављима сакупљеним у један том.  Други спиноф, I Am a Hero in Ibaraki написао је и илустровао Казуја Фуџисава. Серијализовао се у истој ревији од 24. марта до 25. августа 2016. године, са поглављима такође сакупљеним у један танкобон. Трећи спиноф, I Am a Hero in Nagasaki, серијализован од 28. марта до 20. октобра 2016. године у истом часопису, написао је и илустровао Кенсуке Нишида.

#### Антологија
Мангаке Ецуко Мизусава, Џунџи Ито, Масаказу Ишигуро, Таро Ногизака, Макото Оџиро, Менго Јокојари, Акане Торикај и Коџи Јошимото написали су и илустровали осам прича базираних на Ја сам херој серијалу. Манге су увршћене у један том 12. априла 2016. године, под називом I Am a Hero Official Anthology: 8 Tales of the ZQN.

### Играни филм
Манга је адаптирана у играни филм, премијерно приказан 13. октобра 2015. године на фестивалу у Сиџесу, односно 23. априла 2016. године за ширу јавност. Режију филма вршио је Шинсуке Сато, док су главне улоге тумачили Јо Оизуми, Касуми Аримура и Масами Нагазава.

## Пријем
Закључно са новембром 2015. године, манга је продата у четири милиона примерака. Трипут је номинована за награду Таишо 2010., 2011. и 2012. године. Освојила је Шогакуканову награду за манге 2013. године у општој категорији. Заузела је прво место на списку „десет најбољих манги са зомбијима”, који је спровео Џејсон Томсон за Anime News Network 2014. године.

## Спољашњи извори
- (језик: јапански)
- Ја сам херој  на веб-сајту